# 트루컬러
트루컬러(Truecolor)는 24비트에 해당하는 색으로, 16,777,216개의 색상을 사용할 수 있다.
컬러 모니터에 표시되는 색상의 규격으로, 하이컬러가 16비트값을 사용하는데 비하여 24비트값을 사용한다. 사람이 볼 수 있는 색이라는 뜻에서 트루(true)라는 명칭을 붙였으며 풀컬러(full color)라고도 한다. 모니터의 색상은 빛의 3원색인 빨간색·녹색·파란색의 배합으로 이루어지며, 이때 배합의 단위를 픽셀이라고 한다. 한 픽셀에 24비트를 할당하고 나머지 8비트는 투명도에 관련이 있는 알파채널에 할당한다. 빨간색·녹색·파란색에 각각 8비트씩 할당하므로 한 번에 2의 24제곱인 1677만 7216색을 표현할 수가 있다.
컴퓨터에서 대부분의 게임이나 영상들은 16비트 컬러를 기반으로 디자인하므로 차이를 느끼기 어렵다. 그러나 ACDSee와 같은 그래픽뷰어로 JPEG파일을 확대하여 하이컬러와 트루컬러의 색 품질을 변경해 보면 차이점을 발견할 수 있다. JPEG나 3D게임 등 컴퓨터에서 점차 활용도가 높아지고 있으며, 휴대폰이나 카메라에도 적용되고 있다.

## 같이 보기
- 하이컬러